# Thetidia albocostaria
Thetidia albocostaria är en fjärilsart som beskrevs av Bremer 1864. Thetidia albocostaria ingår i släktet Thetidia och familjen mätare. Inga underarter finns listade i Catalogue of Life.